# Штуцер (зброя)

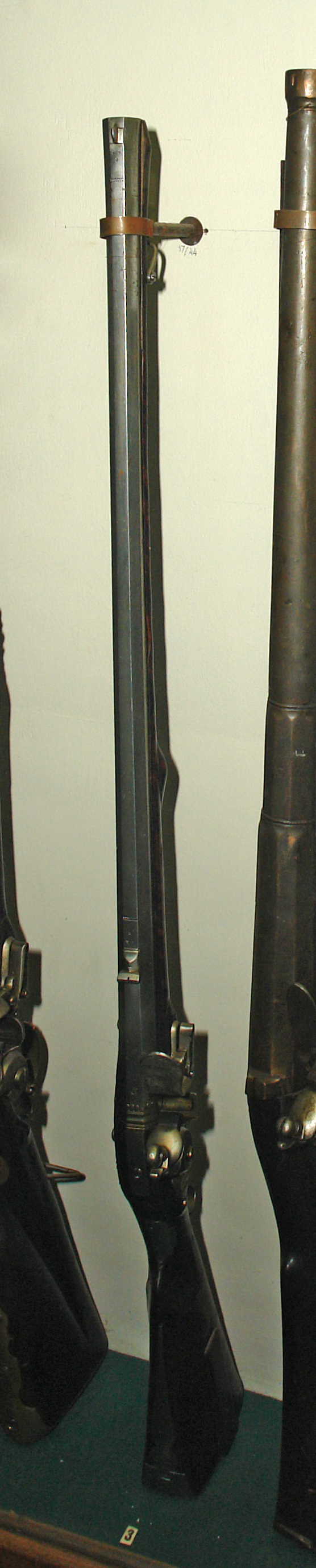
Штуцер піхотний. Калібр 15,2 мм. Довжина ствола 753 мм. Довжина штуцера 1114 мм. Вага 3,9 кг. Виготовлений у 1721 р. на Тульському збройовому заводі як еталон.

Шту́цер (від нім. Stutzen) — нарізна дульнозарядна рушниця у XVI–XIX ст., а також особлива категорія мисливської зброї.

## Військовий штуцер
До XVIII — початку XIX століття на озброєнні багатьох європейських армій з'явилися перші масові зразки нарізної зброї. Позаяк ними озброювали легку піхоту (стрільців, єгерів), яка діє в розсипному строю і рідко вступає в багнетний бій, таку зброю робили порівняно короткою і легкою для зручності в користуванні, а також для полегшення заряджання нарізного ствола з дула. Так піхотну стрілецьку зброю з часом розділили на довгі, важкі гладкоствольні мушкети і більш короткі і зручні гвинтівки, або штуцери, пристосовані для ведення влучного вогню на великі дальності.
Необхідно зазначити, що в описуваний період у російській мові слова «гвинтівка» ще не було, і військову нарізну зброю називали на німецький манер «штуцером», а до Петра I — «гвинтовими пищалями»; однак у багатьох іноземних мовах для її позначення використовували термін, відповідний введеному лише на початку другої половини XIX століття російського слова «гвинтівка», тобто, термінологічно ця зброя не відокремлюється від пізніших зразків з тим самим позначенням. Наприклад, в англійській мові таку зброю іменували rifle, що загалом перекладається як «гвинтівка», але стосовно до періоду першої половини XIX століття означає саме «штуцер». Зокрема, бельгійська копія англійської «брюнсвікської гвинтівки» (brunswick rifle) була прийнята на озброєння в Росії як «літтіхський штуцер».
До середини XIX століття передові армії мали в піхоті до третини стрільців, озброєних такими рушницями-штуцерами. Завдяки наявності нарізів штуцери забезпечували в багато разів кращу влучність стрільби, ніж гладкоствольні рушниці. Дійсна дальність стрільби з них була також набагато більше — до 300 м і більше в порівнянні з 100—150 м, які були граничною дистанцією для гладкостволок.
Правда, швидкострільність штуцерів була спочатку в кілька разів нижче, ніж у гладкоствольних рушниць, оскільки кулю доводилося досилати у ствол дуже туго, на що йшло кілька хвилин.
Для заряджання штуцера на ствол хрест-навхрест укладали так званий «пластир» (стрічки зі спеціальної тканини), іноді кулю просто загортали в тканину. Потім кулю доводилося вбивати у ствол шомполом із застосуванням спеціального молотка. Відоме висловлювання Наполеона про те, що дивитися на стрілянину штуцерників — суща мука. Низька скорострільність і дорожнеча штуцерів (внаслідок складності виготовлення нарізних стволів) обмежували їхнє поширення. Тому приблизно до 1840-х років в арміях більшості великих країн, зокрема Росії, штуцерами були озброєні лише найкращі стрільці («штуцерні», «штуцерники»), деякі спеціальні частини, іноді — унтер-офіцери (хоча про високу влучності нарізної зброї було відомо дуже давно і вона задовго до цього широко застосовувалася мисливцями і стрільцями-цільовиками, для яких тривала перезарядка не складає суттєвої проблеми).
Проблема швидкострільності нарізної дульнозарядної зброї була великою мірою вирішена в середині XIX століття з винаходом спеціальних куль. Деякі з них за формою збігалися з перерізом каналу ствола і при заряджанні вільно входили в ствол. Інші були меншими за калібром, ніж канал ствола, але при заряджанні або при пострілі розширювалися в сторони і забезпечували щільне прилягання до стінок ствола (обтюрацію). Найдосконалішою з таких стала куля Міньє, яка дозволила довести скорострільність нарізної зброї до відповідного показника гладкоствольної.
З появою швидкострільної нарізної зброї, яка стріляє такими кулями, а також із загальним розвитком промисловості з'явилася можливість дати нарізну зброю всій піхоті, а не тільки найкращим стрільцям. Для озброєння і легкої, і лінійної піхоти потрібен був єдиний зразок, який поєднував би якості колишніх мушкетів-рушниць і гвинтівок-штуцерів, — аби був досить довгим і важким для штикового бою і при цьому забезпечував високу дальність і влучність стрільби. Ця нова зброя спочатку отримала в англійській мові позначення rifled musket («нарізний мушкет»), і швидко витіснила колишні гладкоствольні мушкети-рушниці і нарізні гвинтівки-штуцери. Згодом для цієї зброї знову було офіційно введено більш короткий і зручний термін rifle. У російській мові та сама зброя спочатку отримала аналогічну за змістом назву — «винтовальное [тобто, нарізне] ружье», але в 1856 році, з введенням нового зразка гвинтувальної рушниці, для нього було введено нове позначення — «винтовка».
Термін штуцер відтоді в російській збройовій термінології зберігся у вживанні лише щодо однієї з категорій мисливської зброї, бо з введенням єдиного зразка піхотної гвинтівки зник сам тип військової зброї, що називалася цим ім'ям. Але, наприклад, у швейцарській армії цей тип зброї зберігався навіть і після введення заряджання з казни, — наприклад, на базі гвинтівки Веттерлі зразка 1869 року в 1871 було створено єгерський штуцер, який мав трохи укорочений ствол (проміжний по довжині між гвинтівкою і карабіном), змінену форму приклада і спусковий механізм зі шнеллером поруч зі спусковим гачком. Ним були озброєні найкращі армійські стрільці. Були також штуцери зразка 1878 і 1881 років. На базі прийнятої в 1889 році магазинної гвинтівки Schmidt-Rubin штуцерів вже не робили.

## Мисливський штуцер
Штуцерами (від нім. Bergstutzen) називають також мисливську нарізну зброю з «хитними» (переломними) стволами; як правило, штуцери призначені для полювання на великого, міцного на рану звіра зблизька.
Штуцери зазвичай мають два ствола, але бувають одноствольні і рідше триствольні. Зустрічаються зрідка і чотириствольні штуцери, але в такій зброї зазвичай стволи роблять різного калібру — наприклад, два великого, один середнього і один — малокаліберний. Стволи двоствольного штуцера можуть, як і у звичайної гладкоствольної мисливської рушниці, бути спареними у вертикальній або горизонтальній площині. Це практично не впливає на влучність чи інші стрілецькі якості зброї і грає роль лише в плані його зовнішнього вигляду. Втім, важкі великокаліберні штуцери, як правило, горизонтальні.
- Перевага штуцера в порівнянні з магазинним карабіном — у можливості швидко, не витрачаючи часу на пересмикування затвора, зробити повторний постріл. Не менш важлива велика надійність штуцеру, бо в разі осічки при першому пострілі можна тут же, без затримки, вистрілити з другого ствола. Всі ці якості дуже важливі при полюванні на великого звіра, коли часом секунди вирішують справу. Міцна конструкція дозволяє використовувати в штуцерах найпотужніші мисливські патрони.

- Недоліки штуцера (дво- або трьох стовбурного) — по-перше, набагато гірша в порівнянні з карабінами влучність. Спаяні в пакет стволи, хоч би як добре вони були зведені разом, все одно не можуть бити чітко в одну точку. Тому штуцери застосовуються зазвичай на дистанціях не більш 150 м. Це, втім, не стосується одноствольних штуцерів, які по бою зазвичай дещо перевершують магазинні карабіни. Якщо ємність магазина карабіна може досягати 10 і більше патронів, то стрілець зі штуцера обмежений двома, рідко трьома. До недоліків слід віднести і дещо більшу вагу штуцера, але це має значення тільки при ходових полюваннях.

Цей комплекс переваг і недоліків зумовлює основне призначення штуцера як виду мисливської зброї. Одноствольні штуцери призначені переважно для полювання в гористій місцевості, де стрільба відбувається переважно з великої відстані, і великої потреби у високій швидкості стрільби зброї немає. Дво- і триствольні штуцери, навпаки, зазвичай застосовуються для полювання на великих і небезпечних звірів на порівняно невеликих дистанціях.
Велика частина мисливських штуцерів робиться під патрони великого калібру. Найбільш поширені в Європі і Північній Америці штуцерні калібри, розраховані на полювання на кабана, лося і ведмедя — 9,3×62, 9,3×74, але нерідко зустрічаються штуцери і меншого калібру, під патрони 7,62 мм (.30-06 та т. д.).

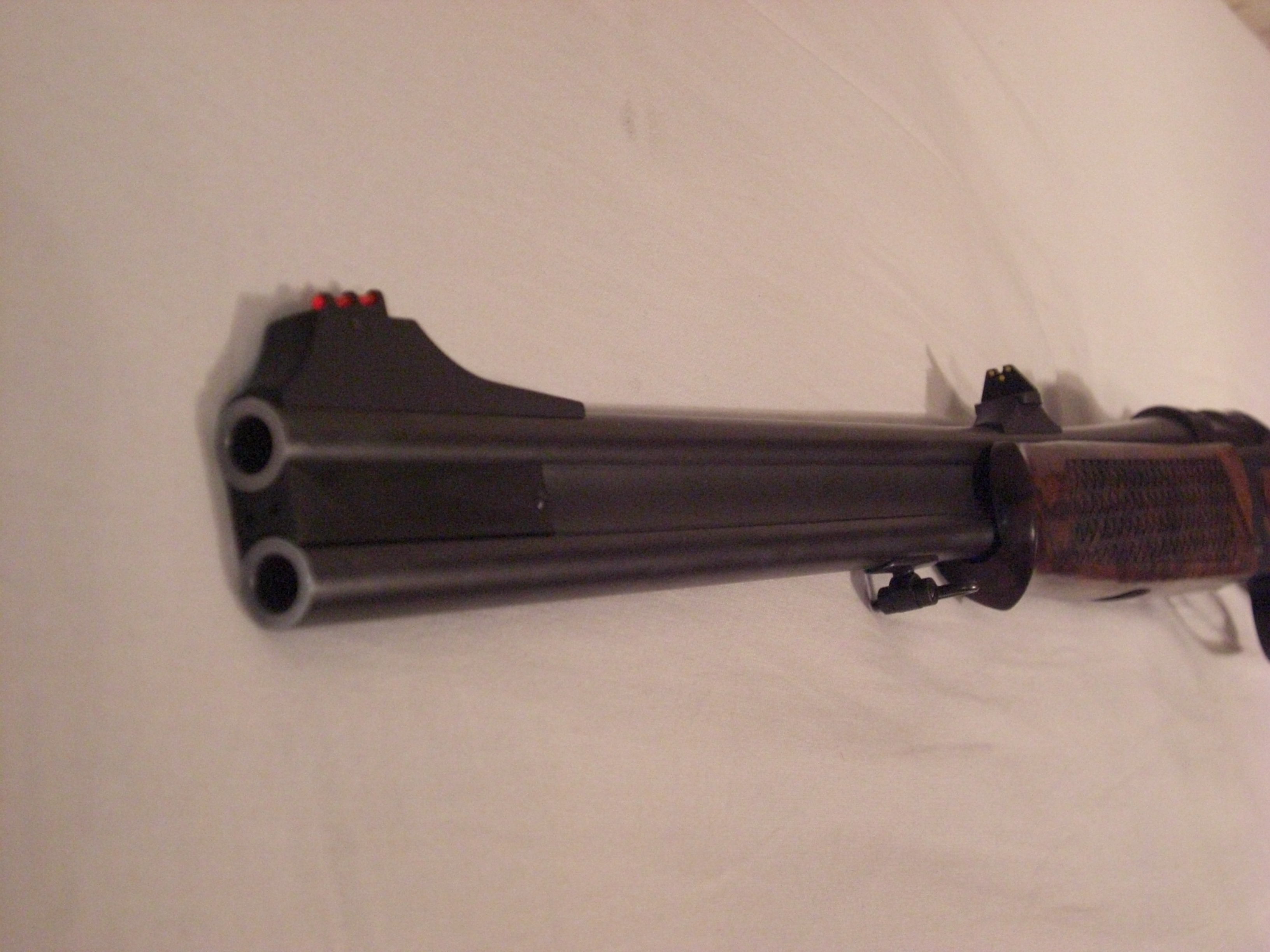
Стволи мисливського штуцера калібру .30-06

Для полювання на великих товстошкірих або дуже небезпечних звірів (т. зв. «велика африканська п'ятірка» — слон, носоріг, лев, буйвіл, леопард, а також бегемот, великий крокодил тощо) існують штуцери великих калібрів, які часто виділяються в окрему групу «африканських штуцерів». Це дуже потужна і важка зброя під патрони .375 Н & Н Magnum, .416 Rigby, .470, .505 Gibbs, .577 тощо. Вага африканського штуцера великого калібру буває 5-7 кг, а віддача така, що для стрільби з такої зброї може знадобитися спеціальна підготовка.
Африканські штуцери — найдорожча категорія мисливської зброї. Вони виготовляються зазвичай за індивідуальним замовленням майстрами відомих фірм. Ціна їх украй висока, вона іноді перевищує 100 тис. дол. Взагалі будь-який штуцер зазвичай коштує істотно дорожче карабіна такого ж калібру.

## Stutzen

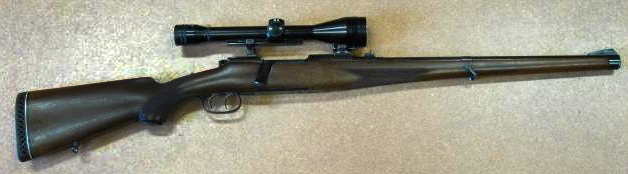
Карабін Mannlicher-Schönauer, має назву у сучасній німецькій мові словом Stutzen

У сучасній німецькій мові слово «штуцер» (Stutzen) позначає мисливську гвинтівку для полювання в гористій місцевості з дещо вкороченим стволом і дерев'яною ложею характерної форми, яка доходить майже до дульного зрізу ствола, для його захисту при падінні на камені. На відміну від зброї, званої штуцерами в російськомовній термінології, затвор такої зброї має цілком традиційну конструкцію.